# T. Maheswaran
T. Maheswaran (Thiyagarajah Maheswaran; * 18. Juni 1960 in Jaffna; † 1. Januar 2008 in Colombo) war ein sri-lankischer Politiker tamilischer Ethnie.

## Politischer Werdegang
Maheswaran war Mitglied des Parlaments von Sri Lanka für Jaffna. Dort gehörte er der Oppositionspartei United National Party (UNP) an und war ein Kritiker des Krieges der Regierung Mahinda Rajapaksa gegen tamilische Rebellen. Zuvor war er Minister für Hindu-Angelegenheiten.
2004 entging er einem Anschlag am letzten Tag des Wahlkampfes in Colombo; am 1. Januar 2008 wurde er erschossen. Er hatte in einem Fernsehinterview mit dem Sender Shakthi über die Morde, Erpressung, Entführung und Menschenrechtsverletzungen in den tamilischen Gebieten berichtet. Maheswaran hatte in dem Interview gesagt, dass er nach Wiederbeginn der Parlamentssitzungen am 8. Januar einen Bericht einreichen werde über die Involvierung von Personen, die von Colombo im Zusammenhang von Entführungen und Morden an Tamilen nach Jaffna gebracht wurden. Stunden zuvor hatte der Abgeordnete geäußert, dass er Einzelheiten darüber enthüllen werde, wie Entführungen und Morde in Jaffna vom sri-lankischen singalesen Establishment durch die paramilitärische EPDP durchgeführt werden. Elf Tage davor hatte die sri-lankische Regierung die Zahl der Sicherheitsbeamten des Abgeordneten von 18 auf 2 reduziert.

## Attentat
Das Attentat erfolgte in einem Hindu-Tempel in Kochchikkadai, einem Distrikt in Kotehena. Mit schweren Verletzungen wurde Maheswaran in das städtische Klinikum in Colombo eingeliefert und erlag dort seinen Verletzungen. Der Angreifer wurde von Bodyguards niedergeschossen und in dasselbe Klinikum eingeliefert.
Maheswaran hinterließ eine Frau und drei Kinder.